# Фелиньский, Алоизий
Алои́зий Фели́ньский (устар. «Алои́зий Фели́нский», пол. Alojzy Feliński; 24 декабря 1771, Луцк — 23 февраля 1820, Кременец) — польский поэт, драматург, переводчик, теоретик литературы.

## Биография
Образование получил в учебных заведениях Волыни. С 1778 года жил в Люблине, в 1789 году выехал в Варшаву. В 1794 года был адъютантом Тадеуша Костюшки, выполняя функции его секретаря. В 1795 года обосновался на Волыни. С 1809 года состоял членом Общества друзей науки (Towarzystwo Przyjaciół Nauk). В 1815 года вернулся в Варшаву и сблизился со сторонниками классицизма. Написал две значительных работы по польской орфографии „Przyczyny używanej przeze mnie pisowni“ (1816) и польскому стихосложению O„ wierszowaniu, czyli budowie wiersza polskiego“ (опубликована посмертно в 1840 году).
В 1818 году стал профессором польской литературы и директором лицея в Кременце. Скоропостижно скончался 23 февраля 1820 года в Кременце.

## Творчество
Известность приобрёл переводом дидактической поэмы французского поэта Жака Делиля «Сельский житель, или Французские георгики» („L’homme des champs, ou les Géorgiques françoises“, 1800; в польском переводе „Ziemianin, czyli ziemiaństwo francuskie“; 1801—1809, опубликован в 1816).
Из драматических произведений Фелинского необычайный успех имела трагедия «Барбара Радзивиллувна» („Barbara Radziwiłłόwna“). Она была закончена в 1811 году, поставлена на сцене в 1817, издана в 1820 году. Благодаря прекрасной внешней форме и содержанию трагедия стала образцом польской псевдоклассической трагедии. Содержание её относится к XVI веку, сюжет основан на романтической истории любви и брака Варвары Радзивилл и Сигизмундом Августом. Современники усматривали в трагедии апофеоз величия былой Польши, а также аллюзии на отношение к Польше императора Александра I, с которым связывались надежды на возрождение польского государства и его соединения с Литвой.
Автор песен, таких как «Похвала Костюшки» („Pochwała Kościuszki“), «Песнь добровольцев» („Pieśń ochotników“). Написал «Гимн на годовщину провозглашению Королевства Польского» („Hymn na rocznicę ogłoszenia Królewstwa Polskiego“, 1816), который стал исполняться на различных церковно-патриотических торжествах. Впоследствии из текста Фелинского и стихотворения Антония Горецкого «Гимн к Богу о сохранении свободы» („Hymn do Boga o zachowanie wolności“, 1817) анонимный автор скомпилировал слова религиозно-патриотического гимна („Boże coś Polskę...“).
В 1816 году издал первый том своих сочинений под заглавием „Pisma własne i przekładania wierszem“. Собрание всех произведений Фелинского вышло в 1840 году под заглавием „Dzieła A. Felińskiego. Wydanie nowe“).

## Издания
- A. Feliński. Barbara Radziwiłówna. Tragedia w pięciu aktach. Ze wstępem i objaśnieniami M. Szyjkowskiego. Wrocław, 1950.